# Alec von Graffenried

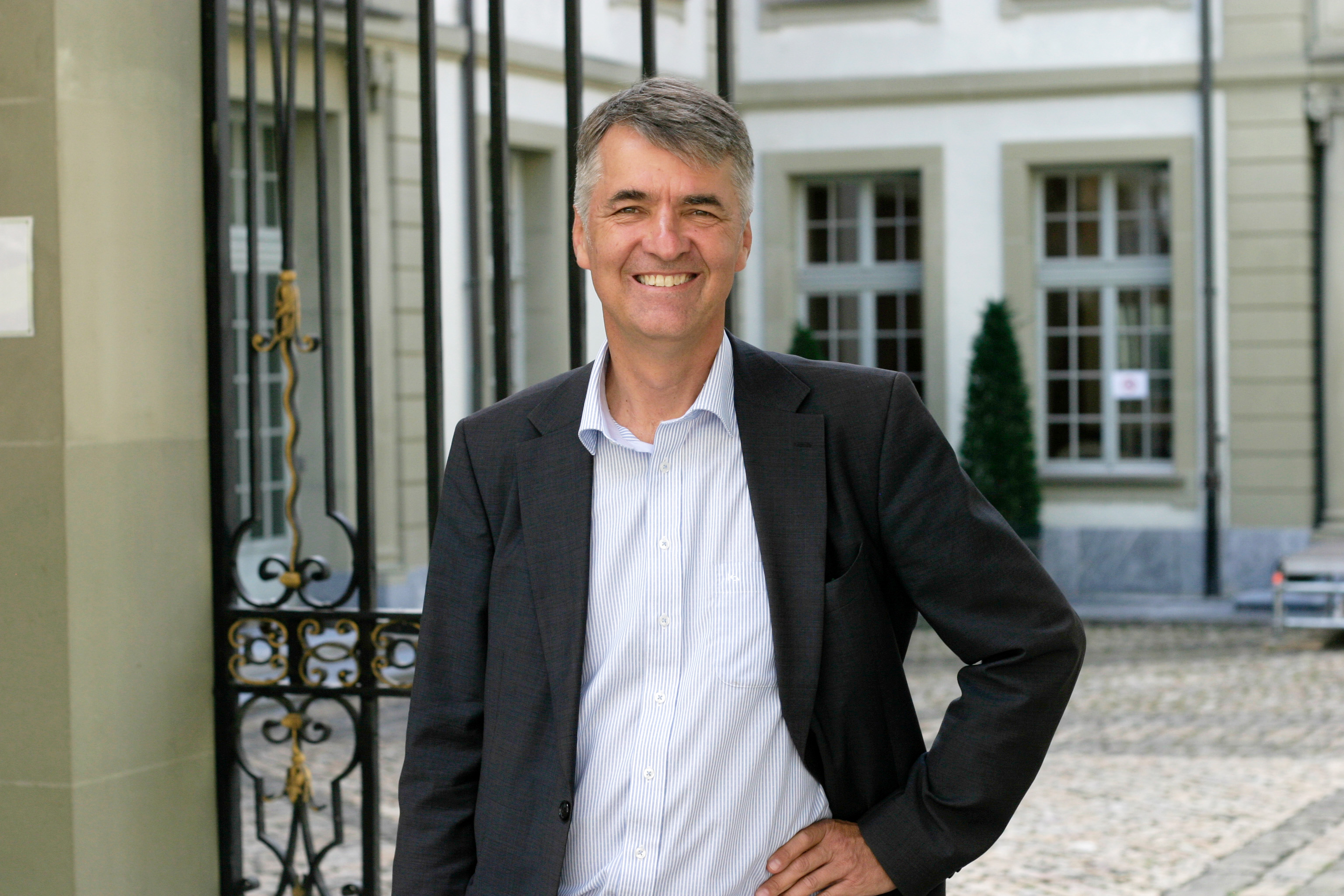
Alec von Graffenried (2019)

Alec von Graffenried (* 16. August 1962 in Chur; heimatberechtigt in Bern, eigentlich Alexander Peter von Graffenried) ist ein Schweizer Politiker (Grüne bzw. GFL Bern). Er ist seit 2017 Mitglied des Berner Gemeinderats und leitet die Direktion für Sicherheit, Umwelt und Energie. Von 2017 bis 2024 war er Berner Stadtpräsident.

## Leben
Alec von Graffenried wurde als drittes Kind von vier Geschwistern in Chur geboren und wuchs ab 1965 in Bern im Länggassequartier auf. Er besuchte das Gymnasium Neufeld und studierte ab 1982 Rechtswissenschaften an der Universität Bern. Seine Eltern Peter (1971) und Ruth (1984) verstarben früh. Nach Abschluss seines Studiums war er als Fürsprecher tätig, zuerst für den Kanton Bern, anschliessend in eigener Kanzlei. Von 2000 bis 2007 amtete er als Regierungsstatthalter des Amtsbezirks Bern. Er war von 2007 bis 2016 Direktor der Losinger Marazzi AG. Von 2010 bis 2017 war er Präsident von Bern Tourismus. Aktuell (Stand 2024) ist er Präsident der Sektion Bern der Neuen Europäischen Bewegung Schweiz und Präsident der Sektion Bern der Neuen Helvetischen Gesellschaft Schweiz sowie Mitglied in zahlreichen Vereinen.
Von Graffenried ist in zweiter Ehe mit Cornelia Häfliger verheiratet, Vater von vier erwachsenen Kindern und wohnt im Murifeld in Bern.

## Politik

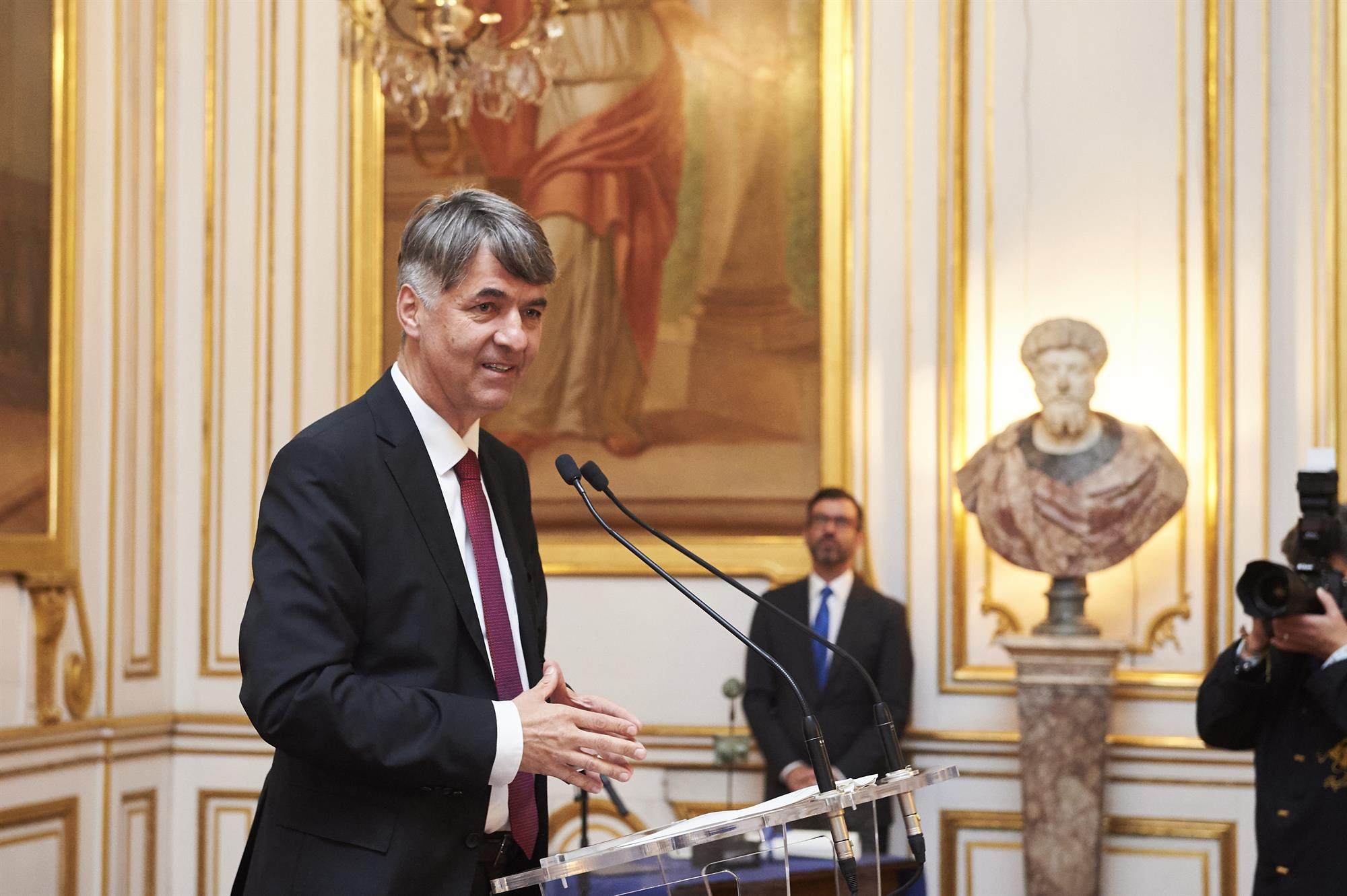
Von Graffenried (2019)

Von Graffenried wurde bei den Nationalratswahlen 2007 erstmals in den Nationalrat gewählt und bei den Nationalratswahlen 2011 wiedergewählt. Im Nationalrat war er Mitglied der Kommission für Rechtsfragen, die er 2014 und 2015 auch präsidierte. Dort setzte er sich für die Stärkung der Elternbeziehungen (gemeinsame elterliche Sorge beider Eltern als Regelfall) und für ein neues Unterhaltsrecht ein. Im Weiteren forderte er verbindliche Leitlinien für die Unternehmensverantwortung im internationalen Verhältnis. Diese Arbeiten mündeten in die Konzernverantwortungsinitiative, in deren Initiativkomitee er sass. Zudem forderte er die Einführung einer allgemeinen Dienstpflicht, auch dazu wurde 2023 eine Volksinitiative eingereicht (Service-Citoyen-Initiative), auch hier ist er im Initiativkomitee aktiv. Weitere Schwerpunkte seiner Tätigkeit waren die Kommunikation und Digitalisierung (Bau flächendeckender Glasfasernetze, digitale Nachhaltigkeit) sowie die Europa-, Energie- und Verkehrspolitik.
Von Graffenried wurde im November 2016 mit dem höchsten Stimmergebnis aller Kandidaten in die Stadtberner Regierung (Gemeinderat) gewählt und gewann im Januar 2017 die Stichwahl zum Stadtpräsidenten gegen Ursula Wyss als Nachfolger von Alexander Tschäppät. Im November 2020 wurde er als Gemeinderat und Stadtpräsident wiedergewählt. Im November 2024 wurde er als Gemeinderat nur ganz knapp wiedergewählt. Bei der Wahl ums Stadtpräsidium verpasste er als Zweitplatzierter das absolute Mehr. Auf Grund des grossen Rückstands auf die erstplatzierte Marieke Kruit gab er bekannt, nicht am zweiten Wahlgang teilzunehmen. Da bis auf Kruit auch alle anderen Gemeinderatsmitglieder auf eine Kandidatur verzichteten, galt Kruit als in stiller Wahl gewählt. Seit 2025 steht Alec von Graffenried der Direktion für Sicherheit, Umwelt und Energie der Stadt Bern vor.
Als Stadtpräsident widmete er sich schwergewichtig der Stadtplanung und initiierte zahlreiche neue Planungen (Bethlehem West, Weyermannshaus West, Planung Ausserholligen, Wankdorffeldstrasse, WIFAG, Wankdorfcity 3 und andere), setzte sich für den Bau von kostengünstigen Wohnungen ein und beschleunigte die Digitalisierung der Stadtverwaltung.
Von Graffenried sucht eine verstärkte Zusammenarbeit mit den Nachbargemeinden der Stadt Bern und trieb die Fusion mit der Gemeinde Ostermundigen voran. Diese Fusion wurde am 22. Oktober 2023 zwar von den Stimmberechtigten der Stadt Bern klar angenommen, jedoch von den Stimmberechtigten in Ostermundigen verworfen, womit sie gescheitert ist.

### Mitgliedschaften
- Grüne Partei der Schweiz
- Grüne Kanton Bern
- Grüne Freie Liste Stadt Bern
- Präsident Neue Europäische Bewegung Schweiz (NEBS), Sektion Bern
- Präsident Neue Helvetische Gesellschaft, Sektion Bern
- Verwaltungsrat Energie Wasser Bern (EWB)